# Санта-Роза (округ Старр, Техас
Санта-Роза (англ. Santa Rosa) — переписна місцевість (CDP) в США, в окрузі Старр штату Техас. Населення — 265 осіб (2020).

## Географія
Санта-Роза розташована за координатами 26°20′55″ пн. ш. 98°46′12″ зх. д. / 26.34861° пн. ш. 98.77000° зх. д. (26.348733, -98.769912).  За даними Бюро перепису населення США в 2010 році переписна місцевість мала площу 0,20 км², уся площа — суходіл.

## Демографія
Згідно з переписом 2010 року, у переписній місцевості мешкала 241 особа в 83 домогосподарствах у складі 59 родин. Густота населення становила 1213 осіб/км².  Було 92 помешкання (463/км²).
Расовий склад населення:
| - 96,3 % — білих - 3,7 % — осіб інших рас |

До двох чи більше рас належало 0,0 %. Частка іспаномовних становила 100,0 % від усіх жителів.
За віковим діапазоном населення розподілялося таким чином: 28,2 % — особи молодші 18 років, 54,8 % — особи у віці 18—64 років, 17,0 % — особи у віці 65 років та старші. Медіана віку мешканця становила 41,3 року. На 100 осіб жіночої статі у переписній місцевості припадало 89,8 чоловіків;  на 100 жінок у віці від 18 років та старших — 86,0 чоловіків також старших 18 років.
Середній дохід на одне домашнє господарство  становив 21 382 долари США (медіана — 23 049), а середній дохід на одну сім'ю — 21 382 долари (медіана — 23 049). За межею бідності перебувало 50,6 % осіб, у тому числі 61,0 % дітей у віці до 18 років та 10,5 % осіб у віці 65 років та старших.
Цивільне працевлаштоване населення становило 81 особа. Основні галузі зайнятості: освіта, охорона здоров'я та соціальна допомога — 40,7 %, будівництво — 12,3 %.